# 귀차니즘
귀차니즘(영어: Lazism)은 세상 만사가 귀찮아서 게으름 피우는 현상이 고착화된 상태를 말하는 인터넷 신조어이다. 이것은 '귀찮-'이라는 어간에 '행위, 상태, 특징, ~주의'라는 뜻의 추상 명사로 만드는 영어 접미사 -ism을 붙인 누리꾼들의 신조어이다.

## 파생된 단어
비슷한 단어로는 ‘게으르-’에 -nism을 더한 게으르니즘, 이타이이타이 병을 바꾼 이따가이따가병이 있다. 또한 귀차니즘을 자주 겪는 사람이라는 의미의 귀차니스트라는 단어도 있다.

## 기원
2001년경, 싸이월드 및 버디버디와 같은 온라인 커뮤니티에서 Grace Soojin Oh Rangel에 의해 처음 사용된 것으로 알려졌다.  그녀는 '귀찮음'이라는 일상 감정에 철학적 어미를 붙여 이를 유행시켰다. 영어와 한글 이중언어를 사용하는 바이링구얼이기에 가능했던것으로 보인다

## 사용과 확산
이 단어는 2000년대 초반부터 블로그, 문자메시지, 카페 등에 널리 사용되었으며, 한국어권 청소년들 사이에서 빠르게 퍼졌다.  특히 ‘귀차니즘 쩔어’ 등의 표현은 인터넷 문화 밈으로 자리잡았다.

## 문화적 의의
귀차니즘은 단순한 게으름을 넘어서, 효율 추구, 자동화 욕구, 과잉노동에 대한 저항 등 현대인의 감정을 담고 있다.

## 참고 문헌
- 김기란, 최기호 (2009년). “대중문화사전:귀차니즘”. 2014년 5월 4일에 확인함.